# Stranger Things
Stranger Things is een Amerikaanse sciencefiction-horrorserie die bedacht werd door de broers Matt en Ross Duffer. De serie bestaat uit vijf seizoenen, waarvan het eerste seizoen op 15 juli 2016 in première ging op de streamingdienst Netflix.

## Productie
De serie is geschreven en geregisseerd door de broers Matt en Ross Duffer, die ook bekend staan als The Duffer Brothers. De twee bedachten een coming-of-age-verhaal dat zich afspeelt in de jaren 80 en verschillende hommages bevat aan de popcultuur van dat decennium. De serie bevat verschillende verwijzingen naar het werk van onder meer Steven Spielberg, John Carpenter, Stephen King en George Lucas.

## Verhaal

### Seizoen 1
Op 6 november 1983 verdwijnt de twaalfjarige Will Byers uit het stadje Hawkins in Indiana op mysterieuze wijze. Als gevolg van de verdwijning begint Joyce, de alleenstaande moeder van Will, door te slaan. De politie, onder leiding van Jim Hopper, begint een onderzoek. Wills jeugdvrienden Mike, Lucas en Dustin doen hetzelfde. Op een dag vinden de drie jongeren een verdwaald meisje met psychokinetische krachten. Haar naam is Eleven (kortweg El). Samen ontdekken ze dat er mysterieuze krachten in het spel zijn en dat een sinistere overheidsorganisatie probeert om de waarheid te verdoezelen.

### Seizoen 2
Aan het einde van seizoen 1 werd Will levend teruggevonden. Men probeert het normale leven weer op te pakken, wat bij de één beter lukt dan bij de ander. Will heeft last van aanvallen; men vermoedt dat hij lijdt aan een posttraumatische stressstoornis. Ook verhuist Maxine Mayfield, bekend als MadMax of gewoon Max, naar Hawkins. Naarmate het verhaal vordert, blijkt echter dat er alweer zeer mysterieuze krachten aan te pas komen wanneer er een groter en gevaarlijker monster uit de Upside-Down tevoorschijn komt. Eleven, die onderduikt bij Hopper, trekt er na een verhitte discussie alleen op uit. Ze gaat op zoek naar haar moeder en komt erachter dat ze eigenlijk Jane heet. Ze gaat op zoek naar haar verloren zus en komt erachter dat zij 008 blijkt te zijn, met wie ze samen vastzat in Hawkins National Laboratory, waar experimenten op hen werden uitgevoerd. Uiteindelijk keert ze terug naar het stadje Hawkins om haar vrienden te redden van het dreigende kwaad. Ze wordt herenigd met Hopper, die daarna officieel haar vader wordt. El sluit de poort van The Upside Down.

### Seizoen 3
Nadat Dustin is teruggekeerd van een kamp, probeert hij zijn vriendin Suzie te bereiken. Wanneer dat niet lukt, laten zijn vrienden hem achter. Kort daarna onderschept hij een geheime Russische boodschap. Samen met Steve, Robin en Erica komt hij erachter dat de Russen experimenten aan het uitvoeren zijn in Hawkins. Intussen gaan Joyce en Hopper ook op onderzoek uit, nadat is gebleken dat de magneten van Joyce niet meer magnetisch zijn. Mike, Lucas, Will, El en Max komen erachter dat de Mind Flayer terug is. Ditmaal blijkt deze veel meer mensen in zijn macht te hebben. Samen met Nancy en Jonathan probeert de groep hem opnieuw uit te schakelen. El krijgt een stuk van het monster in  haar been en met behulp van haar kracht lukt het haar om het stuk er uit te halen. Dat verergerde het echter zoveel, dat ze aan het eind van seizoen 3  haar kracht is verloren.

### Seizoen 4
Het vierde seizoen vindt acht maanden na de gebeurtenissen van het derde seizoen plaats, in maart 1986. Dit seizoen is opgesplitst in drie grote verhaallijnen.

#### Deel 1
De eerste verhaallijn speelt zich af in Hawkins, waar op mysterieuze wijze meerdere tieners worden vermoord. Dustin, Max, Lucas en Mike zitten inmiddels op Hawkins High School. Dustin, Mike en Lucas zijn onderdeel geworden van de Dungeons & Dragons-groep, die wordt begeleid door Eddie Munson. Eddie wordt de hoofdverdachte van de moorden die zijn gepleegd en  wordt achterna gezeten door Jason Carver, die denkt dat Eddie zijn vriendin Chrissy Cunningham heeft vermoord met satanische krachten. Dustin en zijn vrienden gaan op onderzoek uit en ontdekken dat de moorden gepleegd worden door een nieuw krachtig monster afkomstig van de Upside Down, dat ze Vecna noemen.
De tweede verhaallijn speelt zich af in Lenora, Californië. Mike gaat daar op bezoek bij Eleven, Will en Jonathan. Eleven wordt door Sam Owens meegenomen naar een geheim lab om haar krachten terug te krijgen. Het wordt duidelijk dat Martin Brenner nog in leven is en ook meewerkt aan het zogenaamde Nina-project. Mike, Will, Jonathan en Argyle (Jonathans nieuwe vriend) proberen Eleven te vinden.
De derde verhaallijn volgt Joyce en Murray Bauman. Ze ontdekken door een geheime brief dat Jim Hopper nog leeft en dat hij vrijkomt uit een Russische goelag als ze veel geld betalen. Hopper moet samen met andere gevangenen de strijd aangaan met een Demogorgon.

## Rolverdeling
Legenda
 = Hoofdrol
 = Ensemble
 = Terugkerende rol
 = Gastrol / Bijrol
 = Geen rol
| Acteur / actrice            | Personage                               | S1     | S2     | S3     | S4     | S5 |
| --------------------------- | --------------------------------------- | ------ | ------ | ------ | ------ | -- |
| Winona Ryder                | Joyce Byers                             | 8 afl. | 8 afl. | 8 afl. | 9 afl. |    |
| David Harbour               | Jim Hopper                              | 8 afl. | 9 afl. | 8 afl. | 8 afl. |    |
| Finn Wolfhard               | Michael "Mike" Wheeler                  | 8 afl. | 9 afl. | 8 afl. | 8 afl. |    |
| Millie Bobby Brown          | Eleven / Jane Hopper                    | 8 afl. | 8 afl. | 8 afl. | 8 afl. |    |
| Gaten Matarazzo             | Dustin Henderson                        | 8 afl. | 8 afl. | 8 afl. | 9 afl. |    |
| Caleb McLaughlin            | Lucas Sinclair                          | 8 afl. | 9 afl. | 8 afl. | 9 afl. |    |
| Natalia Dyer                | Nancy Wheeler                           | 8 afl. | 8 afl. | 8 afl. | 9 afl. |    |
| Charlie Heaton              | Jonathan Byers                          | 8 afl. | 8 afl. | 8 afl. | 8 afl. |    |
| Cara Buono                  | Karen Wheeler                           | 8 afl. | 7 afl. | 6 afl. | 6 afl. |    |
| Matthew Modine              | Dr. Martin Brenner                      | 8 afl. | 2 afl. |        | 6 afl. |    |
| Noah Schnapp                | William "Will" Byers                    | 7 afl. | 9 afl. | 8 afl. | 8 afl. |    |
| Joe Keery                   | Steve Harrington                        | 8 afl. | 8 afl. | 8 afl. | 9 afl. |    |
| Joe Chrest                  | Ted Wheeler                             | 7 afl. | 5 afl. | 3 afl. | 5 afl. |    |
| Rob Morgan                  | Calvin Powell                           | 8 afl. | 3 afl. | 1 afl. | 4 afl. |    |
| John Reynolds               | Phil Callahan                           | 8 afl. | 3 afl. | 1 afl. | 4 afl. |    |
| Tinsley Price Annison Price | Holly Wheeler                           | 5 afl. | 3 afl. | 2 afl. | 4 afl. |    |
| Randy Havens                | Scott Clarke                            | 6 afl. | 4 afl. | 1 afl. |        |    |
| Aimee Mullins               | Terry Ives                              | 2 afl. | 4 afl. | 1 afl. | 4 afl. |    |
| Shannon Purser              | Barbara "Barb" Holland                  | 5 afl. |        |        |        |    |
| Chester Rushing             | Tommy Hagan                             | 4 afl. | 3 afl. |        |        |    |
| Chelsea Talmadge            | Carol Perkins                           | 4 afl. | 2 afl. |        |        |    |
| Ross Partridge              | Lonnie Byers                            | 4 afl. |        |        |        |    |
| Amy Seimetz                 | Becky Ives                              | 1 afl. | 2 afl. |        |        |    |
| Chris Sullivan              | Benny Hammond                           | 2 afl. |        |        |        |    |
| Sadie Sink                  | Maxine "Max" Mayfield                   |        | 8 afl. | 8 afl. | 9 afl. |    |
| Dacre Montgomery            | Billy Hargrove                          |        | 8 afl. | 8 afl. | 2 afl. |    |
| Paul Reiser                 | Dr. Sam Owens                           |        | 8 afl. | 1 afl. | 6 afl. |    |
| Sean Astin                  | Bob Newby                               |        | 7 afl. | 1 afl. |        |    |
| Priah Ferguson              | Erica Sinclair                          |        | 4 afl. | 8 afl. | 7 afl. |    |
| Brett Gelman                | Murray Bauman                           |        | 4 afl. | 4 afl. | 9 afl. |    |
| Catherine Curtin            | Claudia Henderson                       |        | 6 afl. | 1 afl. | 4 afl. |    |
| Jennifer Marshall           | Susan Hargrove                          |        | 2 afl. |        | 3 afl. |    |
| Karen Ceesay                | Sue Sinclair                            |        | 2 afl. |        | 2 afl. |    |
| Arnell Powell               | Charles Sinclair                        |        | 2 afl. |        | 2 afl. |    |
| Matty Cardarople            | Keith                                   |        | 2 afl. | 1 afl. |        |    |
| Will Chase                  | Neil Hargrove                           |        | 2 afl. | 1 afl. |        |    |
| Linnea Berthelsen           | Kali Prasad                             |        | 2 afl. |        |        |    |
| Kai Greene                  | Funshine                                |        | 2 afl. |        |        |    |
| James Landry Hébert         | Axel                                    |        | 2 afl. |        |        |    |
| Anna Jacoby-Heron           | Dottie                                  |        | 2 afl. |        |        |    |
| Gabrielle Maiden            | Mick                                    |        | 2 afl. |        |        |    |
| Pruitt Taylor Vince         | Ray                                     |        | 2 afl. |        |        |    |
| Madelyn Cline               | Tina                                    |        | 2 afl. |        |        |    |
| Maya Hawke                  | Robin Buckley                           |        |        | 8 afl. | 9 afl. |    |
| Andrei Ivchenko             | Grigori                                 |        |        | 7 afl. |        |    |
| Francesca Reale             | Heather Holloway                        |        |        | 6 afl. |        |    |
| Alec Utgoff                 | Dr. Alexei                              |        |        | 5 afl. |        |    |
| Cary Elwes                  | Larry Kline                             |        |        | 5 afl. |        |    |
| Michael Park                | Tom Holloway                            |        |        | 5 afl. |        |    |
| Jake Busey                  | Bruce Lowe                              |        |        | 5 afl. |        |    |
| Gabriella Pizzolo           | Suzie Bingham                           |        |        | 1 afl. | 3 afl. |    |
| Jamie Campbell Bower        | Vecna / Henry Creel / One / Mind Flayer |        |        |        | 9 afl. |    |
| Joseph Quinn                | Eddie Munson                            |        |        |        | 9 afl. |    |
| Eduardo Franco              | Argyle                                  |        |        |        | 8 afl. |    |
| Mason Dye                   | Jason Carver                            |        |        |        | 9 afl. |    |
| Tom Wlaschiha               | Dmitri "Enzo" Antonov                   |        |        |        | 8 afl. |    |
| Myles Truitt                | Patrick McKinney                        |        |        |        | 8 afl. |    |
| Sherman Augustus            | Luitenant-kolonel Jack Sullivan         |        |        |        | 7 afl. |    |
| Nikola Đuričko              | Yuri Ismaylov                           |        |        |        | 6 afl. |    |
| Logan Riley Bruner          | Fred Benson                             |        |        |        | 6 afl. |    |
| Grace Van Dien              | Chrissy Cunningham                      |        |        |        | 5 afl. |    |
| Kendrick Cross              | Agent Wallace                           |        |        |        | 5 afl. |    |
| Elodie Grace Orkin          | Angela                                  |        |        |        | 4 afl. |    |
| Tristan Spohn               | Two                                     |        |        |        | 4 afl. |    |
| Christian Ganiere           | Ten                                     |        |        |        | 4 afl. |    |
| Nikolai Nikolaeff           | Ivan                                    |        |        |        | 4 afl. |    |
| Regina Ting Chen            | raadgever Kelly                         |        |        |        | 4 afl. |    |
| Raphael Luce                | jonge Henry Creel                       |        |        |        | 4 afl. |    |
| Amybeth McNulty             | Vickie                                  |        |        |        | 3 afl. |    |
| Joel Stoffer                | Wayne Munson                            |        |        |        | 3 afl. |    |
| Kevin L. Johnson            | jonge Victor Creel                      |        |        |        | 3 afl. |    |
| Robert Englund              | Victor Creel                            |        |        |        | 1 afl. |    |

## Afleveringen
Het eerste seizoen, bestaande uit acht afleveringen, ging in première op 15 juli 2016. Het tweede seizoen, dat negen afleveringen bevat, werd op 27 oktober 2017 uitgezonden. Het derde seizoen van acht afleveringen ging in première op 4 juli 2019.
Seizoen 4 was vanaf maart 2020 in productie maar liep vertraging op door de coronapandemie. Op 28 september 2020 werd de productie hervat. In februari 2022 verscheen er een brief van de makers Matt en Ross Duffer, waarin bekend werd gemaakt dat het vierde seizoen qua speelduur veel langer was dan alle voorafgaande seizoenen. Het vierde seizoen verscheen om die reden in twee delen. Deel 1 (bestaande uit de eerste 7 afleveringen) verscheen op 27 mei 2022 en deel 2 (bestaande uit aflevering 8 en 9) verscheen op 1 juli 2022. De gebroeders Duffer maakten in hun bericht ook bekend dat er nog een vijfde (en laatste) seizoen volgde.
De productie van het vijfde seizoen liep vertraging op door de stakingen van de scenarioschrijvers- en acteursvakbonden in Hollywood in 2023. Op 6 november 2024 werden de titels van de afleveringen van het vijfde seizoen bekendgemaakt (met uitzondering van die van aflevering 2), evenals dat dat seizoen in 2025 zal verschijnen. Op 1 juni 2025 maakte Netflix bekend dat seizoen 5 in drie delen zal verschijnen: deel 1 (bestaande uit de eerste 4 afleveringen) verschijnt op 26 november 2025, deel 2 (bestaande uit de afleveringen 5, 6 en 7) op 25 december 2025, en de finale (aflevering 8) op 31 december 2025.

## Trivia
- LEGO heeft verschillende Stranger Things-sets gemaakt.